# Кастањито
Кастањито (итал. Castagnito) је насеље у Италији у округу Кунео, региону Пијемонт.
Према процени из 2011. у насељу је живело 530 становника. Насеље се налази на надморској висини од 328 м.

## Становништво
| 1936. | 1951. | 1961. | 1971. | 1981. | 1991. | 2001. | 2011. |
| ----- | ----- | ----- | ----- | ----- | ----- | ----- | ----- |
| 1.140 | 1.099 | 907   | 932   | 1.383 | 1.519 | 1.728 | 2.113 |